# Nesmrtelný Vulkánec
Nesmrtelný Vulkánec je sedmý díl první řady animovaného seriálu Star Trek. Premiéra epizody v USA proběhla 20. října 1973, v České republice 5. října 1997.

## Příběh
Píše se hvězdné datum 5554.4 a USS Enterprise NCC-1701, vlajková loď Spojené federace planet, pod vedením kapitána Jamese T. Kirka byla pověřena průzkumem nedávno objevené planety Pylos, jež se nachází na okraji galaxie.
Při průzkumu na povrchu planety pan Sulu objevuje prapodivného tvora připomínající spíše květinu, který se pohybuje. Když se jej dotkne, tak se píchne o trn a upadá do bezvědomí. Dr. McCoy si s tímto typem jedu neví rady, ale objevují se obyvatelé planety, kteří jsou schopni poručíkovi pomoci. Pana Spocka fascinuje, že jde bytosti botanického původu, tedy spíše humanoidní květiny. Agmar, vůdce obyvatel poskytne protijed, který okamžitě poručíkovi Sulu pomůže a vrací jeho hodnoty do normálu. Agmar vysvětluje, že se nechtěli ihned ukazovat, protože jsou mírumilovnou rasou a nedůvěřují cizincům.
Kapitána Kirka zajímá, kde je zbytek obyvatelstva, když v celém městě jsou jenom asi 3 jedinci této rasy. Agmar všechny bere do krytu, kde jsou seřazeni ostatní v jakémsi spánku. Spock trikordérem zjišťuje, že jsou schopni využít svůj mozek na 70%. Agmar vypráví, že člověk již tuto planetu navštívil a přinesl také nemoci, kterým obyvatele nedokázali odolat. Záhy je výsadek napaden lítajícími tvory, kteří unesou pana Spocka. Kirk se dále dozvídá, že byl vybrán pro zajištění pokročilé rasy, která nebude sužována hrozbou jakýchkoliv nemocí. Ostatní z výsadku se setkávají s Dr. Kenicliem V., pozemšťanem, který se na Pylosu ukryl po eugenických válkách se svou touhou po vytvoření dokonalé rasy. Ten všechny ostatní vykazuje z planety.
Zpět na lodi se z počítače dozvídají, že Dr. Keniclius byl vyhoštěn ze Země a nejsou známy informace o jeho smrti. Navíc se jedinec představil jako Keniclius V., což nasvědčuje, že jde o klon a původní doktor dávno nežije. Kirk, Sulu a McCoy se vrací na planetu. Pylosiané vypadají, jakoby se připravovali na opuštění planety. Když výsadek zajme Agmara, ten je dovede ke Spockovi, ale vše nasvědčuje tomu, že umírá. Objevuje se Keniclius a představuje Spocka II., tedy stejného klona obřích rozměrů.
Spockův obří klon zatím pobírá informace přejímané z původního Spocka, ale zatím není schopen všechny vědomosti použít a zpočátku nedokáže ani mluvit. Mezitím se Uhuře daří spojit s výsadkem a sděluje jim zjištěnou informaci, že Dr. Keniclius chtěl získat nadřazenou rasu pro získání nadvlády v galaxii. Kirk se oba velké klony snaží přesvědčit, že války dávno skončily a není nic takového zapotřebí. Spockův klon vulkánským splynutím myslí přivádí původního Spocka zpět k životu.
Sám klon pak navrhuje, aby namísto snahy o nadřazenou rasu doktor usiloval o obnovení rasy Pylosianů. Dr. Keniclius V. s tímto souhlasí a i kapitán Kirk dodává, že Federace s tímto bude souhlasit.